# Oreocnide
Oreocnide là chi thực vật có hoa trong họ Tầm ma.

## Các loài
Chi này gồm các loài:
- Oreocnide boniana (Gagnep.) Hand.-Mazz.
- Oreocnide frutescens (Thunb.) Miq.
- Oreocnide integrifolia (Gaudich.) Miq.
- Oreocnide × intermedia (Hatus.) Tateishi
- Oreocnide kwangsiensis Hand.-Mazz.
- Oreocnide murina (Blume) Miq.
- Oreocnide nivea Merr.
- Oreocnide obovata (C.H.Wright) Merr.
- Oreocnide pedunculata (Shirai) Masam.
- Oreocnide rhodopleura (Blume) Miq.
- Oreocnide rubescens (Blume) Miq.
- Oreocnide rufescens (Blume) Miq.
- Oreocnide semicrenata (Blume) Miq.
- Oreocnide serrulata C.J.Chen
- Oreocnide tonkinensis (Gagnep.) Merr. & Chun
- Oreocnide trinervis (Wedd.) Miq.